# Pilot (Arrow)
Pilot es el primer episodio de la primera temporada y estreno de la serie estadounidense de drama y ciencia ficción, Arrow. El episodio fue escrito por los creadores de la serie y productores ejecutivos Greg Berlanti, Andrew Kreisberg y Marc Guggenheim y dirigido por David Nutter. Fue estrenado el 10 de octubre de 2012 en Estados Unidos por la cadena CW. En Latinoamérica, Warner Channel estrenó el episodio el 22 de octubre de 2012.
Después de un violento naufragio y tras haber desaparecido y creído muerto durante cinco años, el multimillonario playboy Oliver Queen es rescatado con vida en una isla del Pacífico, rápidamente, las personas más cercanas a él notan que la terrible experiencia sufrida lo ha cambiado. Mientras, Oliver trata de enmendar los errores que cometió en el pasado y de arreglar las cosas con su exnovia, Laurel Lance, a la vez intenta ocultar la verdad acerca de en quién se ha convertido.

## Argumento
Después de un violento naufragio y tras haber desaparecido y creído muerto durante cinco años, el multimillonario playboy Oliver Queen es rescatado con vida en una isla del Pacífico. De vuelta en casa en Starling City, Oliver es recibido por Moira, su madre; Thea, su hermana y su mejor amigo, Tommy, quienes rápidamente notan que la terrible experiencia sufrida lo ha cambiado. Por otra parte, Oliver trata de ocultar la verdad acerca de en quién se ha convertido mientras trata de enmendar los errores que cometió en el pasado y de reconciliarse con su exnovia, Laurel Lance, ya que durante el viaje en el yate él la engañó con Sara, su hermana, quien también murió en el accidente. Mientras Oliver trata de volver a contactar a las personas de su pasado jugando el papel del mujeriego adinerado, despreocupado y descuidado que solía ser, ayudado por su fiel chofer y guardaespaldas John Diggle, quien es contratado después de que Oliver y Tommy son secuestrados para interrogar a Oliver sobre lo que pasó en el tiempo que estuvo en la isla. Oliver crea en secreto el personaje de un justiciero encapuchado para cumplir con la última voluntad de su padre, quien le revela que la ciudad está sumergida en el total abandono y corrupción, dándole una lista que contiene los nombres de aquellos que lo han causado. Un vigilante que lucha contra los males de la sociedad tratando de darle a su ciudad la gloria que antes tenía; complicando esta misión, se encuentra el Detective Lance, el padre de Laurel, quien está decidido a poner al vigilante tras las rejas, tras atacar a uno de los hombres más poderos de la ciudad, Adam Hunt, a quien roba 40 millones de dólares para repartirlos entre las familias que se vieron afectadas por sus malas acciones. Más tarde, Oliver descubre que su amigo Tommy y su exnovia Laurel han estado teniendo encuentros amorosos. Se revela que Moira es quien orquestó el secuestro de su hijo para averiguar si Robert tuvo oportunidad de decirle algo antes de morir.

## Elenco
- Stephen Amell como Oliver Queen.
- Katie Cassidy como Dinah Laurel Lance.
- Colin Donnell como Tommy Merlyn.
- David Ramsey como John Diggle.
- Willa Holland como Thea Queen.
- Susanna Thompson como Moira Queen.
- Paul Blackthorne como el detective Quentin Lance.

## Continuidad
- El episodio marca el regreso de Oliver a Starling City después de haber sido creído muerto durante cinco años.
- Además de los personajes principales, el episodio marca la primera aparición del Detective Hilton, Joanna De La Vega, Adam Hunt, Sara Lance y Robert Queen, siendo estos dos últimos vía flashback.
- El episodio también marca hasta ahora la única aparición de Constantine Drakon, Margo y Raisa.

## Desarrollo

### Producción
En enero de 2012, The CW anunció su intención de llevar a la televisión al famoso arquero de DC Comics bajo el mando de Greg Berlanti, Marc Guggenheim, Andrew Kreisberg y David Nutter, anunciando que este proyecto pretendía alejarse de la simple adaptación de las intrigas nacidas en los cómics para crear a un nuevo mundo e historias originales, sin pretender ser un spin-off de Smallville y que por lo tanto, Justin Hartley, actor que interpretó al personaje de 2006 a 2011 en la serie, no sería considerado para este proyecto.
El 9 de mayo de 2012, la cadena anunció que recogería el piloto de Arrow para desarrollar una serie, ordenando 13 episodios.

### Casting
A finales de enero de 2012, Stephen Amell fue seleccionado para interpretar al personaje principal, Oliver Queen.
Katie Cassidy y Willa Holland fueron anunciadas como parte del elenco el 15 de febrero de 2012. Cassidy fue contratada para el personaje de una abogada y antigua novia de Oliver Queen y Holland como Thea, la hermana de Oliver.
El 22 de febrero de 2012, Colin Donnell se convertía en Tommy Merlyn, el mejor amigo de Oliver y el 8 de marzo, Colin Salmon en su padrastro, Walter Steele.
Más tarde, Darren Shahlavi se unía al piloto para interpretar al villano Constantine Drakon.

### Filmación
A pesar de querer alejarse del universo de Smallville, el episodio piloto de Arrow comparte ciertas similitudes con la serie, ya que el episodio fue dirigido por David Nutter quien también dirigió el piloto de Smallville. Muchas escenas fueron filmadas en los BB Studios en Burnaby, Columbia Británica, Canadá, donde también fue filmada la serie basada en Superman. Además, el Castillo Hatley es utilizado como la Mansión Queen, y anteriormente fue utilizado como la Mansión Luthor.
La serie es filmada mayormente en Vancouver, Canadá.

## Publicidad
Con el fin de promocionar la serie, DC Comics produjo un cómic de diez páginas como avance para la Comic-Con de San Diego 2012, escrito por Kreisberg, ilustrado por Omar Francia y con una portada hecha por el artista Mike Grell. El cómic es considerado por el equipo de producción de la serie de televisión para compartir el mismo canon del programa, con Kreisberg comentando: "(Para) Cualquiera que agarre una copia: aferrense a él y a medida la serie avanza, ustedes lo apreciarán más y más". El cómic tiene lugar entre el episodio piloto y «Honor Thy Father».

## Recepción

### Recepción de la crítica
The Filtered Lens elogió el piloto por estar en el tono de la trilogía de Batman de Christopher Nolan pero criticó la acción y el diálogo. Le dieron una calificación general de B. Mary McNamara de Los Angeles Times lo llamó una configuración interesante, con una mirada de calidad. Brian Lowry en Variety fue menos favorable, que describe la serie como un sustituto guapo pero rígido de Batman, que podría beneficiarse de ello en un comienzo.

### Recepción del público
El episodio piloto y estreno de la serie, fue visto por 4.14 millones de espectadores, convirtiéndose en el estreno más visto de una serie en el canal desde The Vampire Diaries, en 2009.